# Passažir s Ėkvatora
Passažir s Ėkvatora (Пассажир с «Экватора») è un film del 1968 diretto da Aleksandr Dmitrievič Kuročkin.